# Gesenius

Das Cover der 2013 erschienenen 18. Auflage

Das Hebräische und Aramäische Handwörterbuch über das Alte Testament (der Gesenius) ist ein Standardwerk für das biblische Hebräisch. Es wurde von Wilhelm Gesenius begründet, der mit diesem Werk neue Maßstäbe setzte. Er reihte das Hebräische unter die semitischen Sprachen ein und nutzte insbesondere den Vergleich mit dem Arabischen, um die Bedeutung hebräischer Wörter zu klären. Die erste Auflage erschien in zwei Bänden 1810 und 1812. Die späteren Auflagen des Handwörterbuchs gehen alle auf eine für den Schulunterricht bestimmte Kurzfassung des Werks zurück, die 1815 unter dem Titel Hebräisches und Chaldäisches Handwörterbuch über das Alte Testament erschienen war. Der Gesenius war für 200 Jahre das Standardwörterbuch und hat bis heute seine Bedeutung behalten.

## Gesenius’ Grundsätze

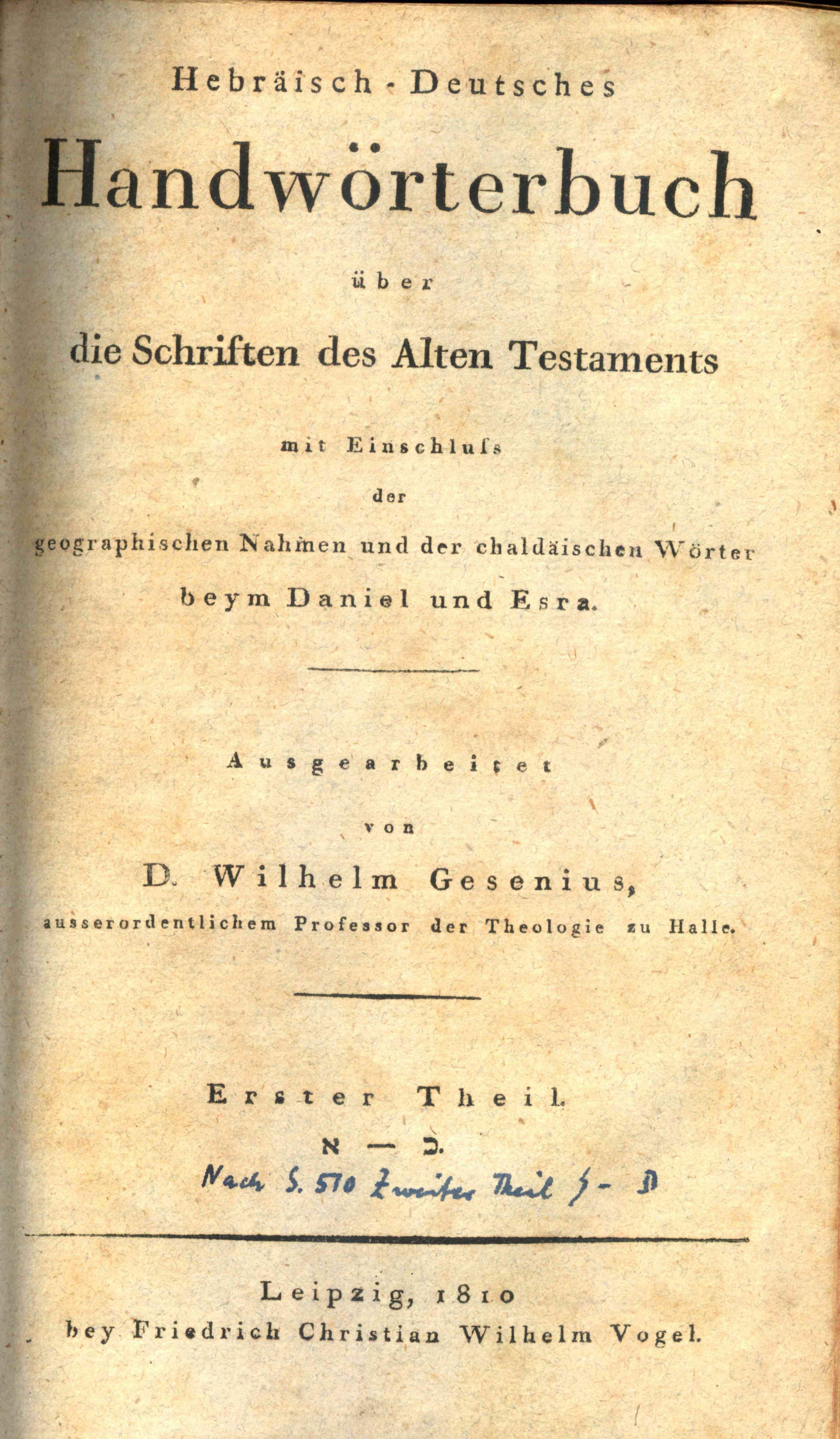
Titelblatt des ersten Bandes der ersten Auflage des Wörterbuches (1810)

Das Wörterbuch für den Schulgebrauch erschien 1823 in einer überarbeiteten zweiten Auflage. Hier formulierte Gesenius seine Maximen:
„Wirft man im Allgemeinen die Frage auf: Wo rührt unsere Kenntniss der hebräischen Wortbedeutungen her? so bietet sich uns eine dreyfache Quelle dar:
1. der Sprachgebrauch des A. T. selbst …;
2. die traditionelle Kenntniss der hebräischen Sprache, welche sich bey den Juden erhalten hat, und theils in den alten Uebersetzungen, theils in den jüdischen Commentarien und Wörterbüchern niedergelegt ist;
3. die Vergleichung der verwandten Dialekte, welche zwar alle in den uns vorliegenden Denkmälern jünger sind, als das A. T., aber zum Theil reicher, als der hebräische Dialekt in der Bibel, und entweder lebende Sprachen, oder durch einheimische Grammatiker lexicalisch bearbeitet, oder wenigstens in mehreren Schriftstellern erhalten sind, so dass über die Bedeutung der Wörter verhältnissmässig seltener als im Hebräischen Zweifel obwalten können.“[2]

## Weitere Neubearbeitungen bis zur 17. Auflage
Das Handwörterbuch erlebte innerhalb von 100 Jahren mehrere grundlegende Neubearbeitungen, die vor allem den im Laufe des 19. Jahrhunderts massiv gewachsenen Kenntnissen über die Sprachen der antiken Nachbarkulturen Israels Rechnung zu tragen hatten. Gesenius selbst hatte maßgebenden Anteil an der Erforschung des Phönizischen und des Altsüdarabischen. Noch später kam, nach der Entzifferung der Keilschrift und der Ausgrabungen in Ninive, das Akkadische bzw. „Assyrische“ in den Blick. Die akkadische Literatur, darunter das Gilgamesch-Epos und der Schöpfungsmythos Enūma eliš, übertrifft an Umfang und Alter den Tanach bei weitem. Unter den entfernter verwandten semito-hamitischen Sprachen ist das Altägyptische zu nennen, dessen Erforschung erst durch die Entzifferung der Hieroglyphen (Stein von Rosette) möglich war.
Gesenius selbst besorgte noch 1828 die dritte und 1834 die vierte Auflage. Nach seinem Tod war es Franz Eduard Christian Dietrich, der die fünfte bis siebente Auflage herausgab (1857, 1863 und 1868). Die folgenden vier Auflagen wurden von Ferdinand Mühlau und Wilhelm Volck bearbeitet (1878, 1883, 1886 und 1890), aber kaum verbessert. Einen wichtigen Einschnitt bedeutete die erstmals von Frants Buhl herausgegebene zwölfte, „völlig umgearbeitete“ Auflage. Buhl änderte zunächst den Titel: Da inzwischen das Akkadische als Sprache der Chaldäer bekannt war, wurde chaldäisch im Titel durch das korrekte aramäisch ersetzt. Der aramäische Wortschatz wurde nun getrennt vom hebräischen in einem eigenen Teil behandelt, so dass es sich seitdem eigentlich um zwei Wörterbücher in einem Band handelt. Weitere Mitarbeiter für die von nun an in regelmäßigen Abständen folgenden Neuausgaben (1899, 1905, 1910, 1915) waren Heinrich Zimmern sowie zunächst Albert Socin, später Wilhelm Max Müller.
Die im Jahr 1915 erschienene 16. Auflage war die fünfte und letzte von Frants Buhl bearbeitete. Auch sie ist noch im Verlag von F. C. W. Vogel erschienen. Sie wurde danach über 100 Jahre unverändert nachgedruckt. Diese Nachdrucke – der erste erschien 1921 – wurden alle als „17. Auflage. Unveränderter Neudruck“ und missverständlicherweise als „unveränderter Neudruck der 1915 erschienenen 17. Auflage“ deklariert und meist als Gesenius17 oder richtiger als Gesenius–Buhl zitiert. Bis zum Erscheinen der einbändigen Handausgabe der 18. Auflage 2013 war die Hardcover-Ausgabe der 17. Auflage weiterhin lieferbar. Auch heute noch bietet der Springer-Verlag die „17. Auflage“ weiterhin als E-Book an. Dabei handelt es sich um ein grobes Schwarz-weiß – Digitalisat, das wie das hochwertige Digitalisat der 16. Auflage den Bestand an lateinischen Buchstaben in unkorrigierter Form nach einer automatischen Texterkennung enthält.

## Die 18. Auflage
Die Semitistik blieb seit 1915 nicht stehen. Mit dem Ugaritischen war im 20. Jahrhundert eine neue semitische Sprache bekannt geworden, die dem Hebräischen eng verwandt war; außerdem waren die Schriftrollen vom Toten Meer für das Wörterbuch auszuwerten (siehe Qumran-Hebräisch). Auch die samaritanische Aussprache des Hebräischen gewann durch ihre wissenschaftliche Erschließung an Bedeutung für das Verständnis des biblischen Hebräisch. Nicht zuletzt hatte sich auch die Textgrundlage geändert, wenn auch nur marginal: Als solche galt in der Wissenschaft nun nicht mehr, wie noch 1915, der textus receptus der Bombergiana, sondern der in der Biblia Hebraica Stuttgartensia abgedruckte Text, der sich nach dem Codex Petropolitanus B19a richtet.
Die Aufgabe, eine Neuauflage des Klassikers zu erarbeiten, übernahm zunächst 1953 der Jenaer Hebraist und Semitist Rudolf Meyer. Er war auf Anraten von Albrecht Alt vom Springer-Verlag angefragt worden. Die damaligen Arbeitsmöglichkeiten an der Friedrich-Schiller-Universität Jena waren aber für ein solches Projekt nicht günstig, Meyer war auch durch andere Verpflichtungen eingebunden und konnte sich erst nach seiner Emeritierung 1968 ganz dieser Aufgabe widmen. Er leistete umfangreiche Vorarbeiten und legte das Grundmanuskript zur ersten Lieferung der 18. Auflage vor. Diese erschien, von Rudolf Meyer gemeinsam mit Herbert Donner herausgegeben, 1987 und umfasste die Buchstaben Aleph bis Gimel.
1983 wurde mit Unterstützung der Deutschen Forschungsgemeinschaft die Gesenius-Arbeitsstelle an der Theologischen Fakultät der Christian-Albrechts-Universität zu Kiel eingerichtet. Leiter der Forschungsstelle sowie alleiniger Herausgeber ab der zweiten Lieferung war Herbert Donner. Weitere Mitarbeiter waren Udo Rüterswörden und Johannes Renz. Rund 25 Jahre vergingen bis zum Abschluss der 18. Auflage mit der letzten Lieferung 2012, einem Supplementband, der das deutsch-hebräische und deutsch-aramäische Wörterverzeichnis, das Abkürzungsverzeichnis sowie eine Liste Errata et corrigenda (‚Irrtümer und zu Korrigierendes‘) enthielt.
Die Lieferungen kamen zuerst gebunden im Format von ca. 20 × 28 cm als Großdruck zum Preis von ca. 200 Euro pro Lieferung in den Handel, seit 2013 ist das Werk auch als preiswerte einbändige Studienausgabe verfügbar.

## Ausgaben
- D. Rudolf Meyer, Johannes Renz: Wilhelm Gesenius Hebräisches und Aramäisches Handwörterbuch über das Alte Testament. Hrsg.: Herbert Donner. 18. Auflage. Springer, Berlin / Heidelberg 2013, ISBN 978-3-642-25680-6.
- Wilhelm Gesenius’ Hebräisches und Aramäisches Handwörterbuch über das Alte Testament. Hrsg.: Frants Buhl. 16. Auflage, Leipzig 1915 (Digitalisat).
- Wilhelm Gesenius’ Hebräisches und Aramäisches Handwörterbuch über das Alte Testament. In Verbindung mit Prof. Dr. H. Zimmern bearbeitet von Dr. Frants Buhl Professor an der Universität Kopenhagen. 14. Auflage, F. C. W. Vogel, Leipzig 1905 (Digitalisat).
- Wilhelm Gesenius’ Hebräisches und Aramäisches Handwörterbuch über das Alte Testament. In Verbindung mit Prof. Albert Socin und Prof. H. Zimmern bearbeitet von Dr. Frants Buhl Professor an der Universität Leipzig. Zwölfte völlig umgearbeitete Auflage, F. C. W. Vogel, Leipzig 1895 (Digitalisat).
- Wilhelm Gesenius’ Hebräisches und Chaldäisches Handwörterbuch über das Alte Testament. Zehnte vermehrte und verbesserte Auflage, bearbeitet von F. Mühlau und W. Volck, DD. u. ord. Proffessoren der Theologie an der Universität Dorpat. F. C. W. Vogel, Leipzig 1886 (Digitalisat).
- Wilhelm Gesenius’ Hebräisches und Chaldäisches Handwörterbuch über das Alte Testament. Neunte Auflage, Neu bearbeitet von F. Mühlau und W. Volck, ord. Proffessoren der Theologie an der Universität Dorpat. F. C. W. Vogel, Leipzig 1883 (Digitalisat).
- Wilhelm Gesenius: Hebräisch-deutsches Handwörterbuch über die Schriften des Alten Testaments: mit Einschluß der geographischen Namen und der chaldäischen Wörter beym Daniel und Esra. Leipzig 1810. (Digitalisat)